# BR-Klasse 58
Die Klasse 58 der British Rail ist eine aus dem Vereinigten Königreich stammende Baureihe dieselelektrischer Lokomotiven für den Einsatz vor Güterzügen, die zwischen 1982 und 1987 von der BR-Tochtergesellschaft British Rail Engineering hergestellt wurde.

## Geschichte

### Entwicklung
Der Traktionswechsel von Dampftraktion hin zum Einsatz von Diesellokomotiven auf Strecken ohne Elektrifizierung war in Großbritannien 1968 beendet; zur Bedienung der Leistungen standen zu diesem Zeitpunkt ausreichend Lokomotiven zur Verfügung. Als 1973 die Ölkrise ihre ersten Auswirkungen zeigte, sah sich British Rail mit einem erhöhten Aufkommen an Transporten von Kohle zwischen den Industriezentren Großbritanniens konfrontiert, für dessen Bewältigung die bestehenden Lokomotiven über nicht genügend Leistung verfügten. Als Konsequenz bestellte British Rail bei Brush Electrical Machines 135 Diesellokomotiven, die als Klasse 56 bezeichnet wurden. Doch wegen hoher Produktionskosten und aufwendiger Technik entschied sich die Bahngesellschaft um 1980 gegen eine Weiterbeschaffung der Klasse 56 und ordnete stattdessen eine Weiterentwicklung bei British Rail Engineering in Doncaster an, die als Klasse 58 bezeichnet werden sollte.

### Einsatz
Die Auslieferung der ersten Lokomotive erfolgte im Dezember des Jahres 1982, in den darauffolgenden Jahren wurde die Anzahl der Lokomotiven auf 50 erhöht. Die Maschinen wurden vor verschiedensten Güterzügen Großbritanniens eingesetzt; wobei auch vereinzelte Leistungen vor langsameren Personenzügen nicht ausblieben. Im Einsatz erwiesen sich die Lokomotiven als äußerst zuverlässig, nach der Privatisierung der British Rail wurden sie von der English, Welsh and Scottish Railway, kurz EWS, übernommen. Doch schon 1999 kündigte die Bahngesellschaft die Ausmusterung der robusten Lokomotiven an, die 2002 erfolgte. Dabei gelangten jedoch zahlreiche Maschinen zu anderen privaten Eisenbahnverkehrsunternehmen, unter anderem auch in die Niederlande, nach Spanien oder nach Frankreich. Nach der Übernahme von EWS 2007 durch DB Schenker und Weiterführung als DB Schenker Rail UK wurden die letzten Lokomotiven der Klasse 58 im Jahr 2010 abgestellt.
Mehrere Maschinen sind museal erhalten.

## Technik
Die Lokomotive der Klasse 58 basiert grundsätzlich auf der Klasse 56. Der dieselelektrische Antrieb, bei dem ein dieselbetriebener Generator elektrischen Strom zur Einspeisung in die Fahrmotoren erzeugt, ist in beiden Fahrzeugen vorhanden. Die Finanzsituation bei British Rail erforderte jedoch eine Vereinfachung der Technik bei gleichzeitiger Leistungssteigerung. Dies wurde durch die Erhöhung der Drehzahl der Fahrmotoren und Verringerung der Anzahl der Zylinder von 16 auf 12 bei gleichzeitiger größerer Dimensionierung erreicht.
Auch an der Konstruktion des Rahmens und des Aufbaus wurden Veränderungen vorgenommen. So wird das Gewicht der technischen Geräte bei der Klasse 58 von einem besonders verstärkten, massiven Rahmen getragen, ohne dass die Seitenwände der Lokomotive tragende Funktion übernehmen. Dies erhöht die Stabilität und erleichtert die Wartung, da die abnehmbaren Seitenbleche einen einfachen Austausch von mechanischen und elektrischen Komponenten ermöglichen. Der Führerstand wurde als gesonderte Einheit konstruiert, die binnen weniger Tage ausgetauscht werden konnte, da die Erneuerung des Führerstands einer Lokomotive der Klasse 56 nach einem Unfall sich über mehrere Monate hinwegzog. Die Neuentwicklung des Führerstands führte auch zu einer praxisorientierteren Anordnung der Bedienelemente.
Die Lokomotiven verfügen darüber hinaus über eine Regeleinrichtung zur exakten Einhaltung geringer Geschwindigkeiten, die eine Be- und Entladung von Kohlezügen während der Fahrt bei einer Meile pro Stunde (etwa 1,6 km/h) ermöglichte.

## Fotos

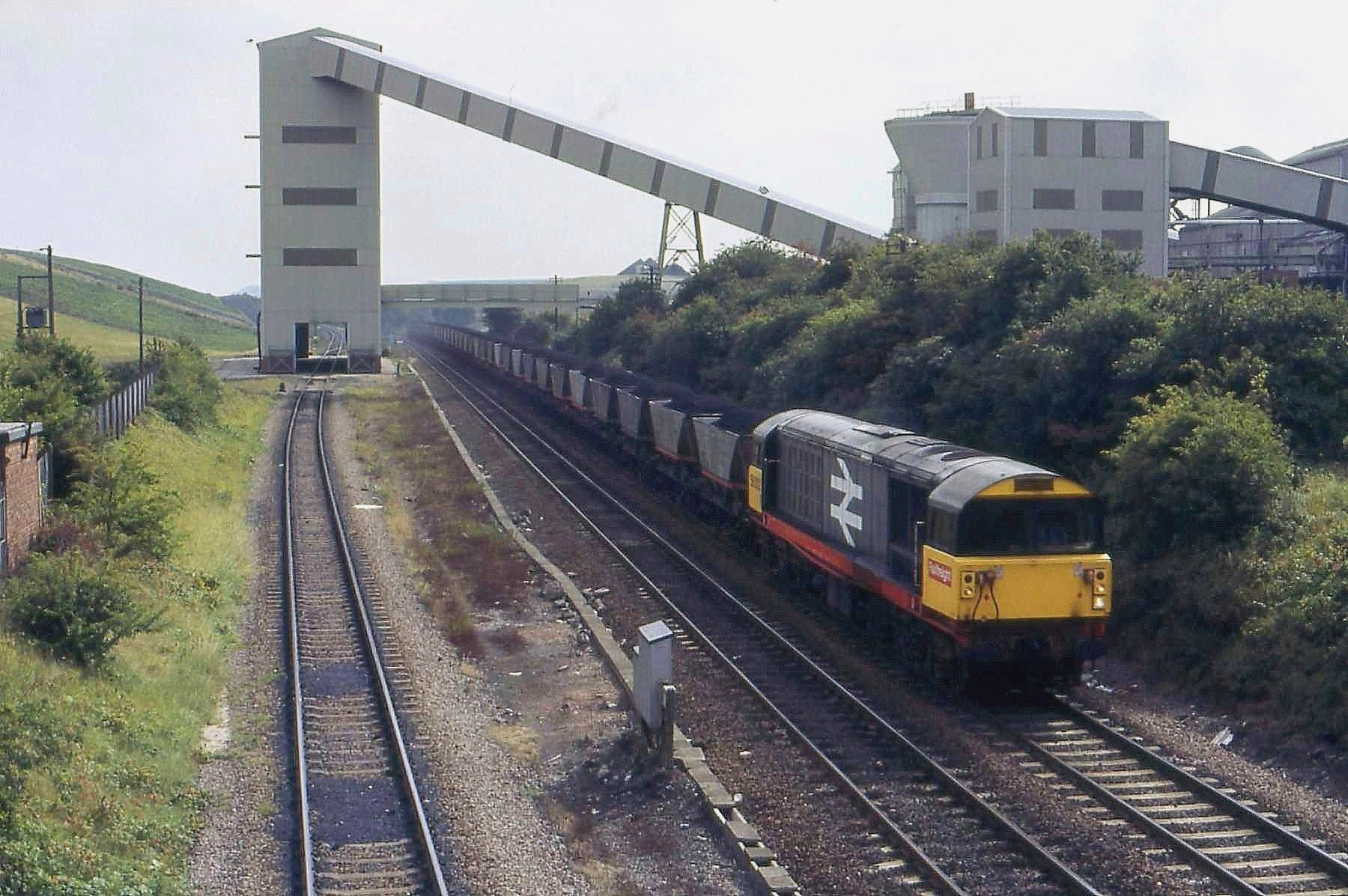
Haupteinsatzgebiet der Class 58 war Dienst vor Kohlezügen
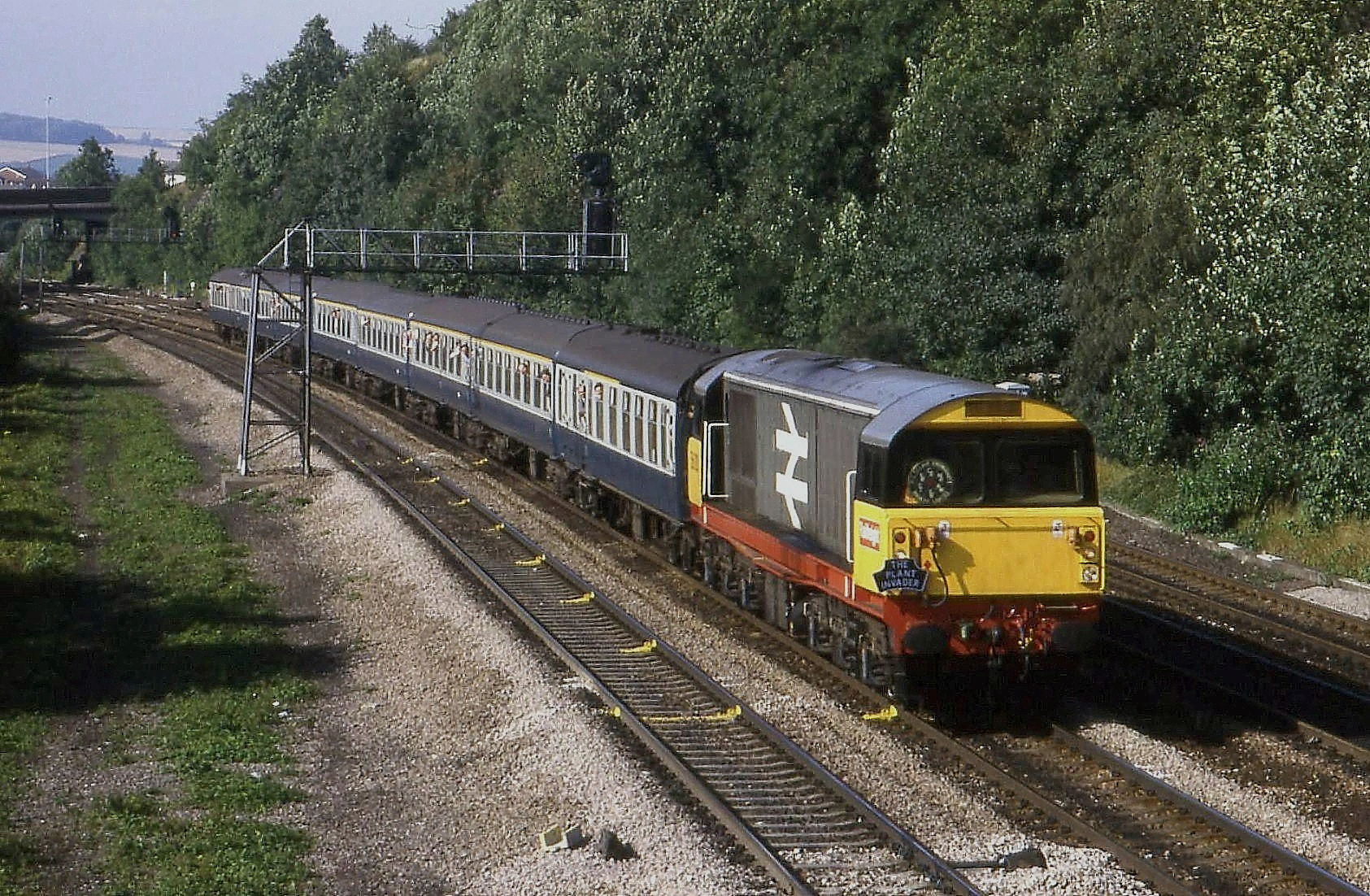
Class 58 vor Chesterfield mit einem Sonderzug
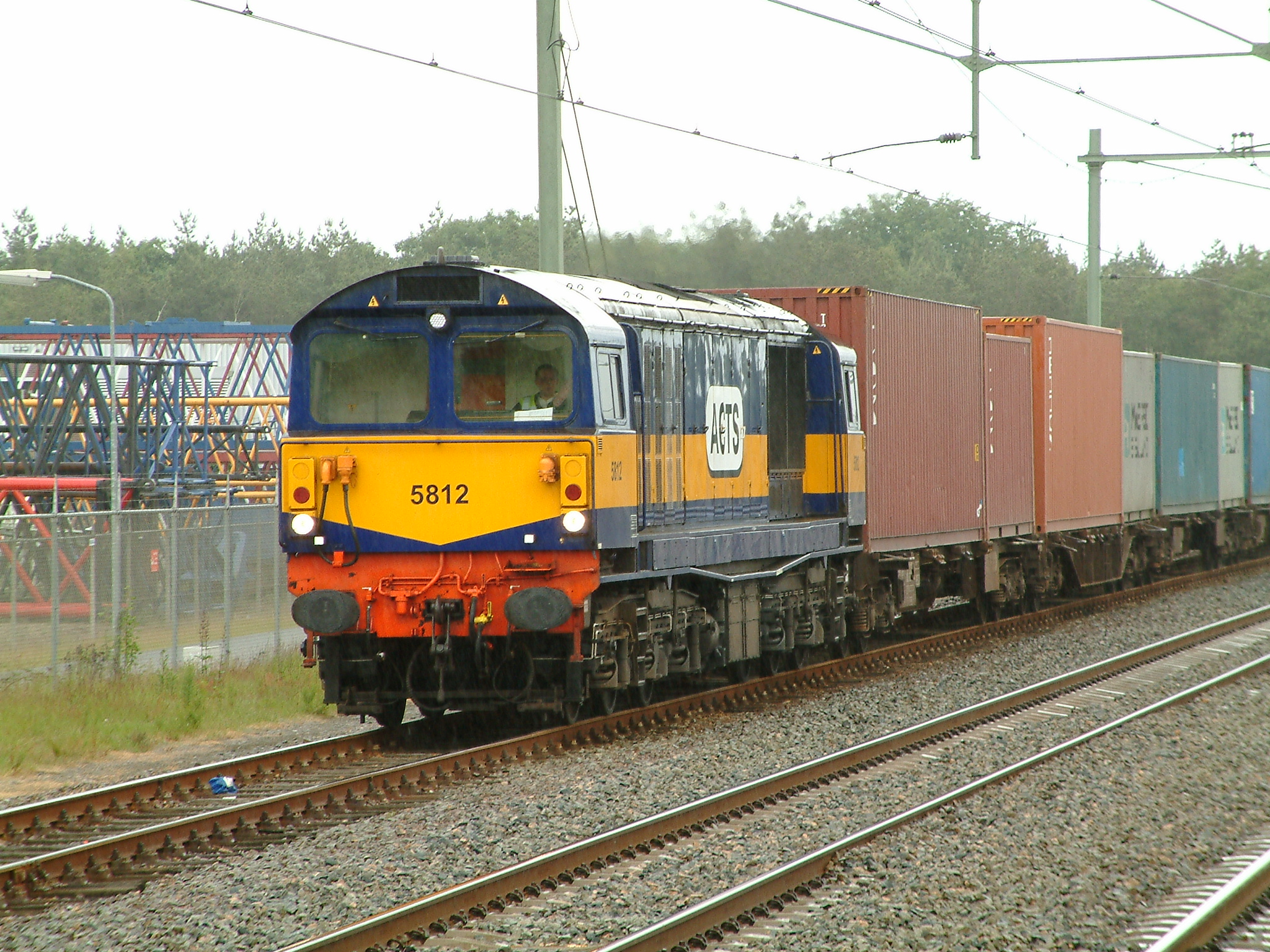
Class 58-Lokomotive im Einsatz für ACTS in den Niederlanden
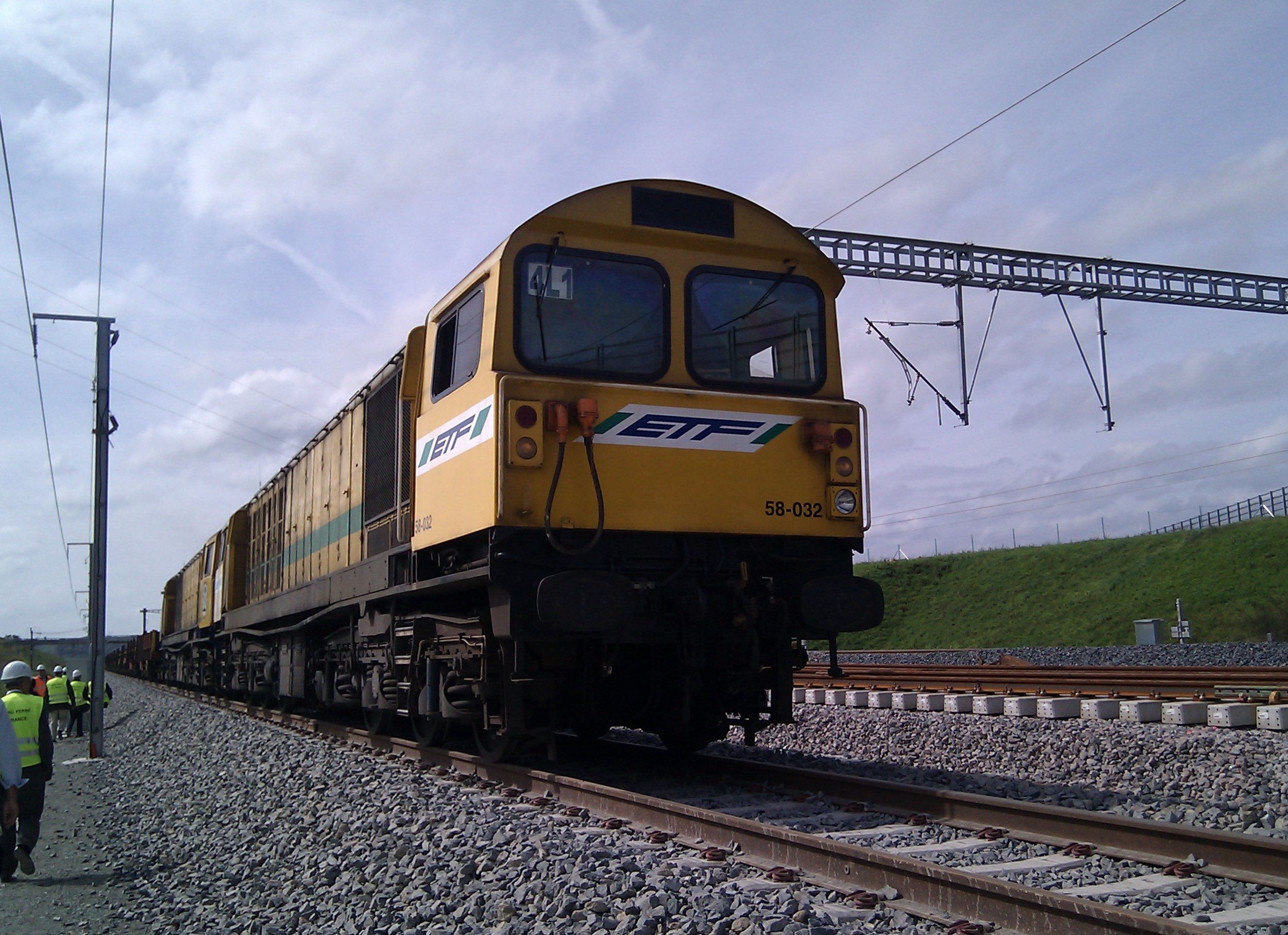
Einzelne Maschinen verrichteten Dienst vor Bauzügen, wie hier in Frankreich